# Oxynoemacheilus germencicus
Oxynoemacheilus germencicus és una espècie de peix pertanyent a la família dels balitòrids i a l'ordre dels cipriniformes.

## Etimologia
L'epítet germencicus fa referència al seu lloc d'origen: Germencik (Turquia).

## Descripció
Fa 6,3 cm de llargària màxima. 3 espines i 7-8 radis tous a l'aleta dorsal i 3 espines i 5 radis tous a l'anal. Aleta caudal forcada. Aletes pectorals amb 1 espina i 9-10 radis tous. Dues espines i 6-7 radis tous a les pelvianes. Línia lateral contínua.

## Hàbitat i distribució geogràfica
És un peix d'aigua dolça, demersal i de clima subtropical, el qual viu a Àsia: és un endemisme de les fonts, rierols i rius de corrent moderadament ràpid i de substrat de grava, fang o sorra de les conques dels rius Büyük Menderes i Gediz a l'oest d'Anatòlia (Turquia). Hom creu que, temps enrere, també ocupava el riu Küçük Menderes, entre els dos rius abans esmentats, però s'hi va extingir a causa de la contaminació i l'extracció d'aigua.

## Observacions
És inofensiu per als humans, el seu índex de vulnerabilitat és baix (16 de 100) i les seus principals amenaces són la contaminació de l'aigua, la construcció de preses, l'extracció d'aigua (a l'alça pel fort desenvolupament econòmic de la zona) i les conseqüències derivades del canvi climàtic (per exemple, menys pluges). És molt estés i abundant a nivell local dins la seua àrea de distribució (sobretot, a les capçaleres muntanyenques per sobre de les preses), però n'ha desaparegut de gran part, ja que ha perdut més d'un terç del seu territori i una mica més del 30% de la seua població en la darrera dècada.